# 茂原市
茂原市（日语：／ Mobara shi */?）是位于千葉縣東部、九十九里平原南部的一市。該市的天然氣產量是日本第一。

## 地理
位在千葉縣中央偏東的位置，屬都心70公里圈內，距離千葉市約30公里。面積100.01平方公里，東西11.7公里，南北13.1公里。古時是交通、商業要衝。明治中期發現天然氣後開始發展近代產業，因此市內有許多相關企業。市區分布在茂原站與外房線沿線。

### 地形
茂原市大部分為沖積層，西部山地是洪積層組成的房總洪積台地。東南部低地海拔約8～9公尺，市區約11公尺左右，西部大部分在20～100公尺（最高點為117.7公尺）左右。茂原市與九十九里沿岸地區的地層下陷情形嚴重，每年下陷約10公分左右。下陷的主要原因分為開採天然氣與抽取地下水的人為因素，以及沖積層地盤軟弱而產生自然壓密情形的自然因素。因此，千葉縣天然氣開採企業締結「地盤沈下防止協定」，採取防治措施因應，但現在仍有相當大的地區持續下陷，部分地區的年下陷量達2公分以上。

### 氣候
年均溫約15℃，年雨量約1,500公厘。夏季是縣內氣溫較高的地區。

### 鄰接自治體、行政區
- 千葉市（綠區）
- 市原市
- 大網白里市
- 長生郡
  - 長柄町
  - 睦澤町
  - 長南町
  - 長生村
  - 白子町

## 歷史

### 地名由來
茂原的地名源自於平安時代藤原黑麻呂開拓的莊園（藻原莊），因此地多濕地而稱「藻原」、江戶時代將字改為現在的「茂原」。

### 年表
- 1952年（昭和27年）4月1日－長生郡茂原町、東郷村（日语：東郷村 (千葉県)）、豐田村（日语：豊田村 (千葉県長生郡)）、二宮本鄉村（日语：二宮本郷村）、鶴枝村（日语：鶴枝村）、五鄉村（日语：五郷村 (千葉県)）合併成立茂原市（初代）。（縣內第10處施行市制。）
- 1954年（昭和29年）－本市主辦的打上花火造成同市鷲巢鷲山寺（日语：鷲山寺）本堂燒毀。
- 1955年（昭和30年）4月1日－長生郡長南町大字須田一部分併入。
- 1972年（昭和47年）5月1日－與長生郡本納町（日语：本納町）合併，成立新的茂原市（第二代）。
- 1990年12月11日－茂原市高師地區、萩原町地區、上林地區、長尾地區發生龍捲風。造成58戶全毀、148戶半毀。推測藤田級數達F3。
- 1995年（平成7年）3月1日－長生郡睦澤町川島字目黑併入。

## 人口
| 茂原市人口分布圖 |                                               |  |
| 茂原市與日本全國年齡別人口分布比較圖 （2005年資料） | 茂原市的年齡、男女別人口分布圖 （2005年資料） |  |
| ■紫色是茂原市 ■綠色是全国 | ■藍色是男性 ■紅色是女性                       |  |
| 茂原市人口變化 \| 1970年 \| 58,203人 \| \| \| 1975年 \| 64,942人 \| \| \| 1980年 \| 71,521人 \| \| \| 1985年 \| 76,929人 \| \| \| 1990年 \| 83,437人 \| \| \| 1995年 \| 91,664人 \| \| \| 2000年 \| 93,779人 \| \| \| 2005年 \| 93,260人 \| \| \| 2010年 \| 93,015人 \| \| \| 2015年 \| 89,688人 \| \| \| 2020年 \| 86,782人 \| \| |                                               |  |
| 資料來源：日本總務省統計中心提供之人口普查數據 |                                               |  |
| 1970年 | 58,203人                                      |  |
| 1975年 | 64,942人                                      |  |
| 1980年 | 71,521人                                      |  |
| 1985年 | 76,929人                                      |  |
| 1990年 | 83,437人                                      |  |
| 1995年 | 91,664人                                      |  |
| 2000年 | 93,779人                                      |  |
| 2005年 | 93,260人                                      |  |
| 2010年 | 93,015人                                      |  |
| 2015年 | 89,688人                                      |  |
| 2020年 | 86,782人                                      |  |

## 行政
- 市長
  - 田中豐彦　2008年5月21日就任

### 合併計畫
- 2003年－2004年的合併計畫
  - 2003年8月20日，茂原市、一宮町、睦澤町、長生村、白子町、長柄町、長南町等1市5町1村成立法定協議會推動長生郡市廣域合併。2004年9月，因合併日程遲遲未能決定而宣布退出。長生郡市合併協議會在同年12月24日宣布廢止。
- 2006年－2007年的合併計畫
  - 2006年3月起，7市町村首長、議長召開合同會議。
  - 2007年4月10日，設立長生郡市合併協議會（法定協議會）。
  - 同年6月，公開招募新市名。平成19年7月10日決定新市名為「茂原市」。
  - 同年8月10日，長生村宣布退出協議會。長生郡市合併協議會在平成20年3月廢止。

## 產業
- 電氣機械
- 水稻
- 蔥
- 天然氣

### 主要企業
- 双葉電子工業（日语：双葉電子工業）
- 大多喜瓦斯（日语：大多喜ガス）
- 關東天然瓦斯開發（日语：関東天然瓦斯開発）
- 三井化學
- 日立顯示器（日语：日立ディスプレイズ）
- 日立Display Devices（日立ディスプレイデバイシズ）
- 松下液晶顯示器（日语：パナソニック液晶ディスプレイ）

日本第一
- 天然氣（碘）千葉縣碘產量占世界整體產量約40%。

### 商業
茂原市是長生郡市的商業中心。過去茂原站前曾有茂原SOGO（現南總Sun Vert Plaza）。近年國道128號沿線開設多間郊外型大型商店。

#### 主要商業設施
- 南總Sun Vert Plaza（日语：南総サンヴェルプラザ）
- 永旺（日语：イオン (店舗ブランド)）茂原店
- 茂原購物廣場ASMO（茂原ショッピングプラザアスモ）
- 茂原市集（茂原マーケットプレイス）
- 茂原中央商場（茂原セントラルモール）
- Arcade茂原（アルカード茂原）
- Beisia（日语：ベイシア）茂原店
- CAINZ HOME（日语：カインズ）茂原店

## 友好都市
- 澳洲南澳洲梳士巴利市

## 公共設施
- 文化設施
  - 茂原市立美術館、鄉土資料館
  - 茂原市立圖書館
- 運動設施
  - 茂原市市民體育館（日语：茂原市市民体育館）
- 醫療設施
  - 公立長生醫院（日语：公立長生病院）

## 交通

### 鐵路
東日本旅客鐵道
- 外房線：本納站 - 新茂原站 - 茂原站

### 巴士路線

#### 高速巴士
- 東京線（小湊鐵道、京成巴士）

茂原站南口～市原鶴舞巴士總站⇔東京站～東雲車庫（行經東京灣跨海公路）
- 羽田機場、橫濱線（小湊鐵道、京濱急行巴士）

茂原站南口～市原鶴舞巴士總站⇔羽田機場第1航廈～羽田機港第2航廈～橫濱站東口（行經東京灣跨海公路）

#### 一般路線巴士
- {link-ja|小湊鐵道|小湊鐵道}}
- HMC東京（日语：HMC東京）
- 茂原市民巴士（日语：茂原市民バス）

### 道路
- 收費道路
  - 首都圈中央連絡自動車道（圈央道）－茂原北IC、茂原長南IC
  - 千葉外房收費道路
- 一般國道
  - 國道128號（日语：国道128号）
  - 國道409號（日语：国道409号）（房總橫斷道路）
- 主要地方道
  - 千葉縣道13號市原茂原線（日语：千葉県道13号市原茂原線）
  - 千葉縣道14號千葉茂原線（日语：千葉県道14号千葉茂原線）（茂原街道）
  - 千葉縣道21號五井本納線（日语：千葉県道21号五井本納線）
  - 千葉縣道31號茂原白子線（日语：千葉県道31号茂原白子線）
  - 千葉縣道41號茂原停車場線（日语：千葉県道41号茂原停車場線）
  - 千葉縣道67號生實本納線（千葉外房有料道路）
  - 千葉縣道84號茂原長生線（日语：千葉県道84号茂原長生線）
  - 千葉縣道85號茂原夷隅線（日语：千葉県道85号茂原夷隅線）
- 一般縣道
  - 千葉縣道138號正氣茂原線（日语：千葉県道138号正気茂原線）
  - 千葉縣道139號茂原五井線（日语：千葉県道139号茂原五井線）
  - 千葉縣道226號本納停車場線（日语：千葉県道226号本納停車場線）
  - 千葉縣道293號茂原環狀線（日语：千葉県道293号茂原環状線）
  - 千葉縣道402號長生茂原自行車道線（日语：千葉県道402号長生茂原自転車道線）

## 教育

### 小學校
- 茂原市立茂原小學校
- 茂原市立東部小學校
- 茂原市立東鄉小學校
- 茂原市立中之島小學校
- 茂原市立五鄉小學校
- 茂原市立萩原小學校
- 茂原市立本納小學校
- 茂原市立西小學校
- 茂原市立豐田小學校
- 茂原市立豐岡小學校
- 茂原市立二宮小學校
- 茂原市立新治小學校
- 茂原市立鶴枝小學校
- [永久]

### 中學校
- 茂原市立茂原中學校
- 茂原市立早野中學校
- 茂原市立東中學校
- 茂原市立南中學校
- 茂原市立富士見中學校
- 茂原市立本納中學校
- 茂原市立西陵中學校

### 高等學校
- 公立
  - 千葉縣立長生高等學校（日语：千葉県立長生高等学校）
  - 千葉縣立茂原高等學校（日语：千葉県立茂原高等学校）
  - 千葉縣立茂原樟陽高等學校（日语：千葉県立茂原樟陽高等学校）
- 私立
  - 茂原北陵高等學校（日语：茂原北陵高等学校）

### 其他
- 茂原市立圖書館
- 茂原市立美術館、鄉土資料館

## 景點、古蹟、觀光地、祭典、活動

### 觀

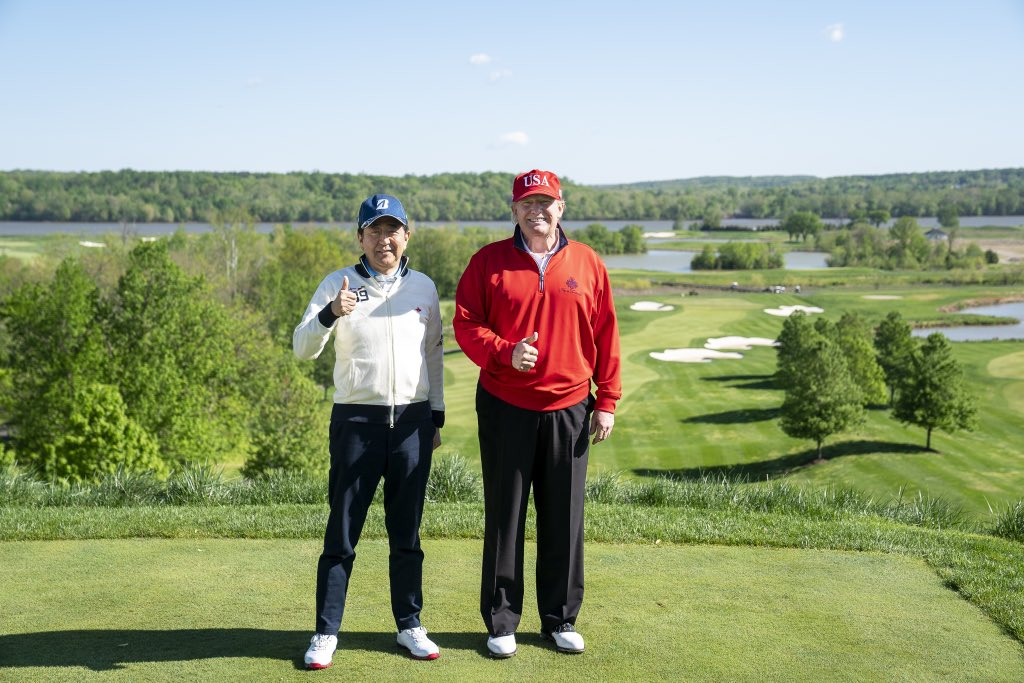
日本內閣總理大臣安倍晋三、美国总统唐納·川普 在(茂原乡村俱乐部)

- 茂原公園

園內種植約2,650株櫻花樹，入選「櫻名所100選」。
- Lakewoods Garden姬春之里（日语：レイクウッズガーデンひめはるの里）

總面積16萬平方公尺。國家天然紀念物「鶴枝姬春蟬」所在地的八幡山麓公園。
- 茂原牡丹園

以享保年間（1730年）加藤家住宅母屋（2003年度登錄有形文化財）為中心、面積5,000平方公尺的花圃中種植250種牡丹約2,500株、130種芍藥約500株。
- 服部農園紫陽花屋敷

開園期間為6月1日～7月上旬。
- 茂原雙賽車場（茂原ツインサーキット）

千葉縣最大的賽車場。分為東賽道（全長1124公尺）、西賽道（全長700公尺）。JAF認證。
- 藻原寺（日语：藻原寺）

1276年（建治2年）創建的日蓮宗古寺。屬身延山久遠寺系統，稱東身延。本堂唐門向排雕刻為市指定文化財。
1000年前創建時為真言宗，1470年（文明2年）左右，上總城主與酒井公合作下改宗日蓮宗。寺內有2種樹木共生的御神木。
- 鷲山寺（日语：鷲山寺）

法華宗本門流四大本山之一。
- 如意輪寺（日语：如意輪寺 (茂原市)）
- 橘樹神社（日语：橘樹神社 (茂原市)）

源自日本武尊東征時，作為投身東京灣的弟橘媛墓標的橘木。式內社（小社）、上總國二宮。

### 溫泉
- 玉川溫泉

### 祭典
- 櫻花祭（3～4月）

平成16年度起，因預算問題縮短夜間點燈時間。
- 鯉魚旗祭（こいのぼりまつり）（4～5月）
- 花菖蒲祭（6月）
- 茂原七夕祭（日语：茂原七夕まつり）（關東三大七夕祭（日语：関東三大七夕祭り））（7月）
- 菊花展、產業祭（11月）

## 名產
- 葛餅（日语：葛餅）（くず餅）
- 鯛提燈（鯛ちょうちん）
- 茂原拉（麵もばらーめん）

## 出身者
- 酒井彩名 （藝人）
- 小倉優子 （藝人）
- 相川友希 （前SDN48）
- 白鳥庫吉 （東洋史學者）

## 外部連結
35°25′42.8″N 140°17′17.1″E / 35.428556°N 140.288083°E
行政
- 茂原市 （页面存档备份，存于）

觀光
- 茂原市觀光協會 （页面存档备份，存于）
- 茂原七夕祭 （页面存档备份，存于）